# Aoi Watanabe
Aoi Watanabe (Tokyo, 16 settembre 1999) è una pattinatrice di short track giapponese.

## Biografia
Sue fratello Ryu Watanabe è pattinatore di livello internazionale.
Ai campionati mondiali di Rotterdam 2017 ha vinto la medaglia di bronzo nella staffetta 3.000 metri, gareggiando con le compagne Ayuko Itō, Hitomi Saitō e le sorelle Sumire Kikuchi e Moemi Kikuchi.
È stata allentata da Yoshihisa Takehara e da Jonathan Guilmette.

## Palmarès
- campionati mondiali

Rotterdam 2017: bronzo nella staffetta 3.000 m.